# هاردگ
هاردگ (به آلمانی: Hardegg) یک شهر در اتریش است که در ناحیه هولابرون واقع شده‌است. هاردگ ۱۱٬۳۰۵ نفر جمعیت دارد.